# Dejdamia (córka Ajakidesa)
Dejdamia lub Dejdameja (gr: Δηϊδάμεια, Dēϊdámeia) (zm. 300 p.n.e.) – królowa Macedonii, córka króla Epiru Ajakidesa i królowej Ftii II, siostra sławnego Pyrrusa.

## Życiorys
Dejdamia, jako młoda dziewczyna, została zaręczona przez jej ojca z Aleksandrem, synem Aleksandra Macedońskiego i Roksany. Towarzyszyła ona księciu, Olimpias i Tessalonice w drodze do miasta Pydny w Macedo¬nii, gdzie była tam oblegana razem z nimi przez Kassandra. Po śmierci Aleksandra i Roksany, poślubiła Demetriusza, syna Antygona I Jednookiego, gdy doszła do odpowiedniego wieku. Była ona jego trzecią żoną. Pyrrus, brat Dejdamii, z tego powodu znalazł się w obozie szwagra. Kiedy Demetriusz przeszedł do Azji, by wesprzeć ojca przeciw sprzymierzonym królom, zostawił Dejdamię w Atenach. Gdy doszło do przegranej bitwy pod Ipsos, Pyrrus nie opuścił go czuwając nad powierzonymi sobie greckimi miastami. Ateńczycy, dowiadując o klęsce, odesłali Dejdamię do Megary, traktując ją z królewskimi honorami. Ona wkrótce potem poszła do Cylicji by dołączyć do męża, który właśnie wydawał swą Stratonikę, córkę z pierwszego małżeństwa, za mąż za Seleukosa I Nikatora. Dejdamia długo tam nie przebywała, bowiem niebawem zachorowała i zmarła r. 300 p.n.e. Miała z mężem jedyne dziecko, syna Aleksandra, który miał spędzić życie w Egipcie, prawdopodobnie w honorowej niewoli.